# Nottebäcks kyrka
Nottebäcks kyrka är en kyrkobyggnad i Växjö stift. Den är församlingskyrka i Nottebäcks församling.

## Kyrkobyggnaden
Nottebäcks gamla kyrka utgjordes av en medeltida byggnad i sten med spåntäckt tak liknande den ännu bevarade Sjösås gamla kyrka. Kyrkan som saknade torn var belägen på den södra delen av den nuvarande kyrkogården. En klockstapel hade uppförts 1607.
Under 1700-talets senare hälft väcktes frågan om ombyggnad eller uppförandet av en ny kyrka. Den gamla visade sig vara alltför liten och dessutom synnerligen bristfällig. Att ett stort behov av ett rymligare och mera ändamålsenligt kyrkorum fanns, ser man tydligt i de protokoll som avspeglar sockenstämmoförhandlingarna från denna tid.
Ett ritningsförslag till en utbyggnad av den gamla kyrkan hade redan 1792 utarbetats av arkitekt Olof Tempelman. Det kom emellertid att dröja flera decennier innan någonting hände på grund av att meningsskiljaktigheter mellan Nottebäck och annexförsamlingen Granhult fördröjde byggnadsfrågan.
Vid en sockenstämma 1824 lade bergsrådet Johan Lorentz Aschan vid Klafreströms bruk i en skrivelse fram förslaget att båda kyrkorna i Nottebäck och Granhult skulle rivas och en ny, gemensam kyrka uppföras. Detta förslag kom att ivrigt stödjas av biskop Esaias Tegnér. Granhultsborna motsatte sig med kraft en rivning av sin gamla medeltidskyrka. 1830 avgjordes striden mellan de båda socknarna genom en förlikning som innebar att Granhult erlade 2000 riksdaler till Nottebäcks kyrkobygge mot att få behålla sin egen kyrka.
1831 kunde murningsarbetet påbörjas. Tempelmans ritningar var nu inaktuella. Istället hade nya ritningar utarbetats av murarmästare Johan Abraham Wilelius, Stockholm. Kyrkan uppfördes i tidens rådande empirestil. Under nybyggets gång revs den gamla kyrkan. Sten från denna användes delvis till den nya kyrkan. 1837 var kyrkan färdig för invigning. Biskop Tegnér som i hög grad varit en drivande kraft till den nya kyrkans uppförande förrättade invigningen den 20 augusti 1837.
Kyrkan består av ett långhus med en avslutande korvägg och en bakomliggande halvrund sakristia i öster och ett torn i väster. Tornet är försett med tornur och har öppen lanternin krönt med ett gyllene kors. Kyrkans exteriör är oförändrad sedan byggnadstiden.
Interiören som präglas av ljus och rymd är av salkyrkotyp med innertak av trätunnvalv. Korväggen är försedd med en antikinspirerad omramning bestående av två pilastrar som uppbär ett trekantigt överstycke med en strålsol som utgår från Guds namn skrivet på hebreiska i triangelns mitt.

## Inventarier
- Altaruppsatsen är utförd av bildhuggaren Torbern Röding 1703. Centralmotivet utgörs av en kalvariegrupp –Den korsfäste Kristus med Maria och Johannes på varsin sida om korset. Motivet inramas av kolonetter som bär upp ett kraftigt rikt dekorerat överstycke. Sidostyckena består av akantusrankor och två änglagestalter på vardera sida. I mitten av överstycket en bild av Jesu begravning i en rundel. Allra överst Kristus som uppstånden med korsstav flankerad av trumpetblåsande putti.

- Altarring med svarvade balusterdockor.

- Triumfkrucifixet från början av 1200-talet.

- Sankt Olof. Skulptur från 1300-talet.

- Tidigare altartavla med motiv; Kristi gravläggning. Tavlan är en kopia av ett av Michelangelo Caravaggios många verk. Den är skänkt till kyrkan av kung Karl XIV Johan.

- Dopfunten från 1937 är en kopia av den gamla medeltida funten som numera förvaras i Statens historiska museum.

- Predikstol med ljudtak är av tidstypisk rundformat slag. Dekorerad med himmelrikets nycklar, budorden och nattvardskalk.

- Sektioner av gamla kyrkans läktarbarriär med målningar från 1713 av Hans Brachwagen.

- Altare i sakristian med apostlabilder från gamla kyrkan.

- Astronomiskt ur tillverkat 1954 av kyrkoherde K.L.Lundén.

- Kristi förklaring. Tavla i sakristian utförd av riksdagsman Johan Petersson i Boestad.

- Epitafium över prosten Sveno Malmerus, död 1770.

- Epitafium  över prosten Magnus Strandmark, död 1784.

- Huvudbaner över löjtnant Johan Örnecrantz, död 1689.
- Sluten bänkinredning.

- Orgelläktare med utsvängt mittparti.

## Bildgalleri

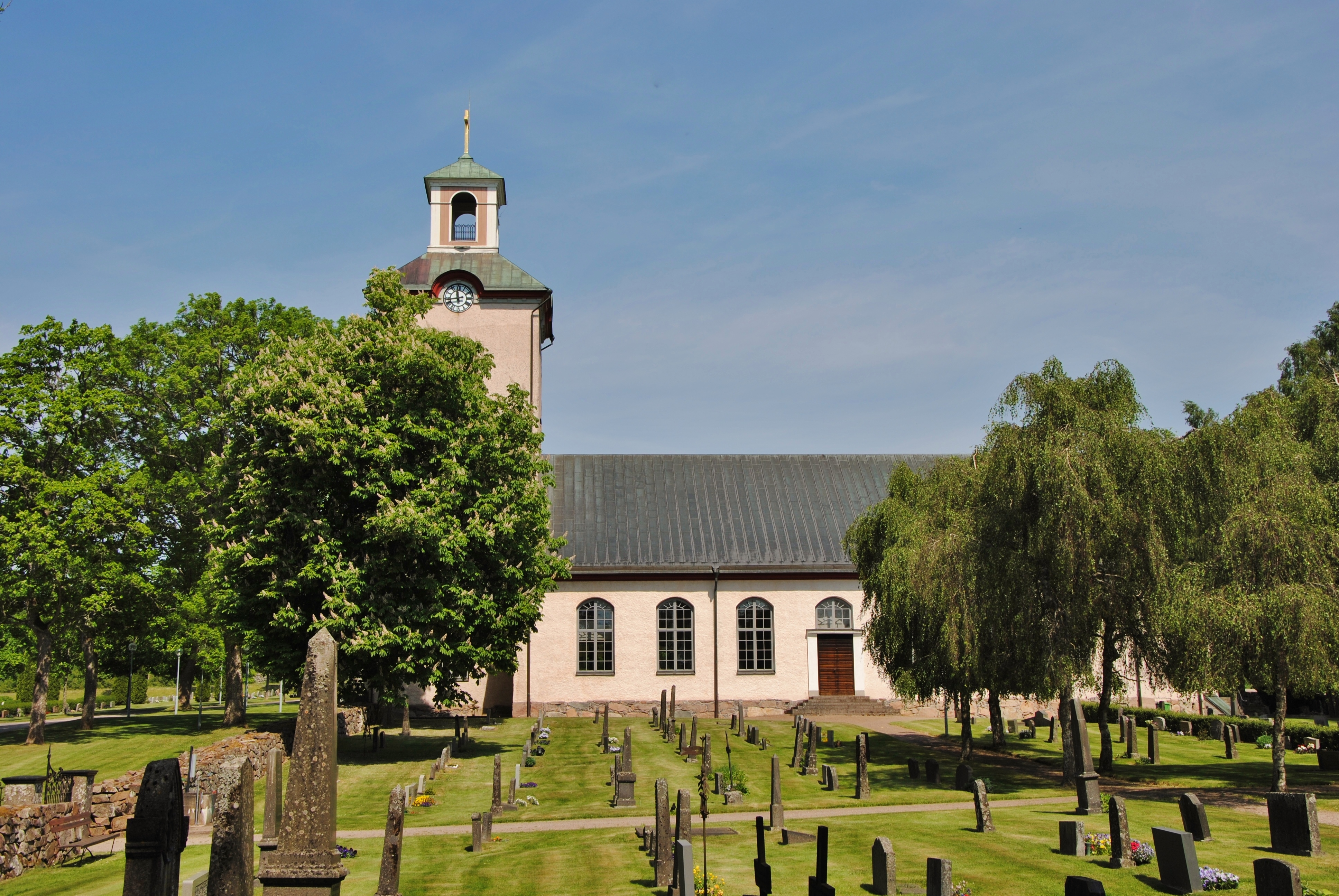
Exteriör från söder
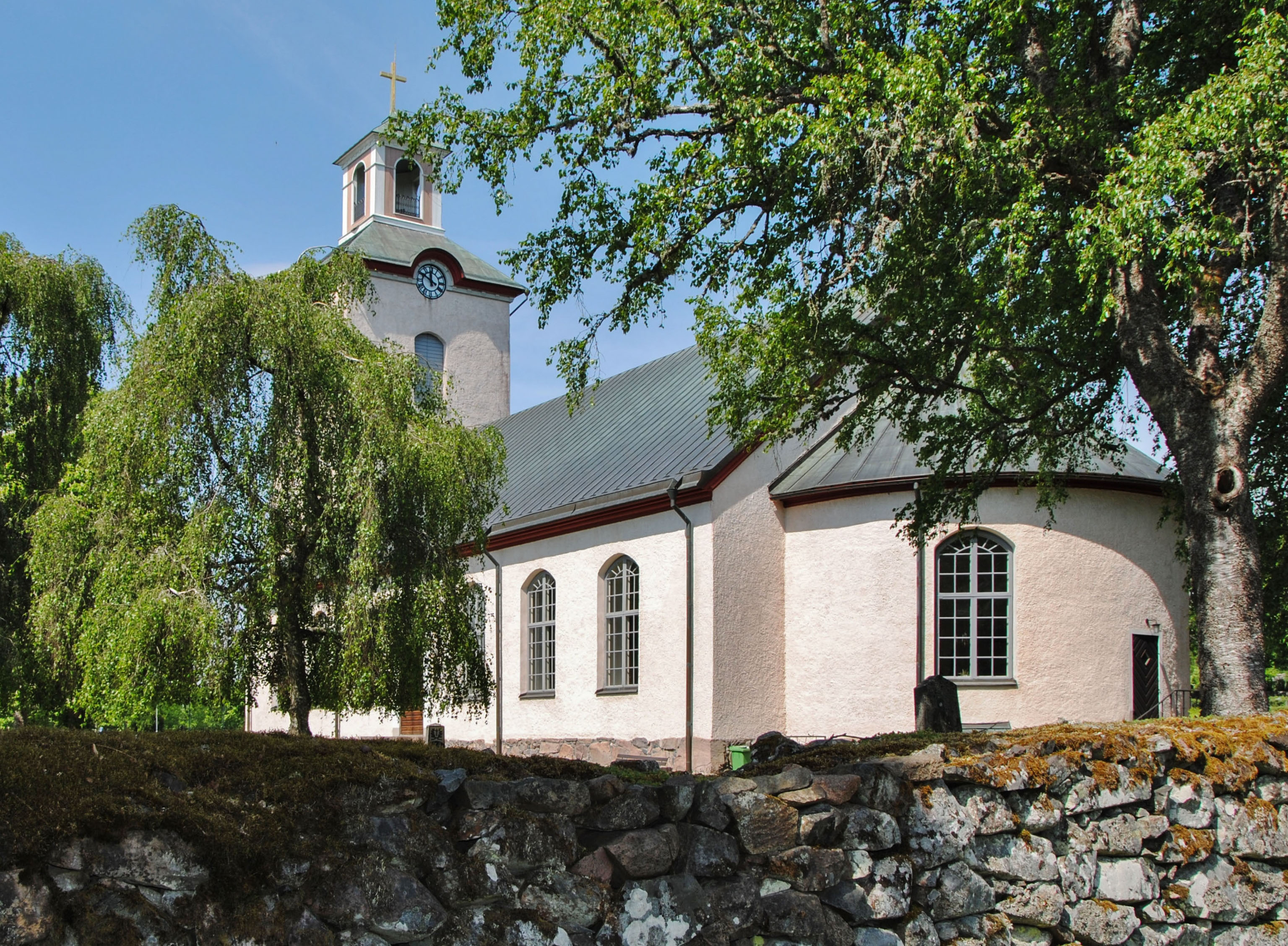
Exteriör från sydöst
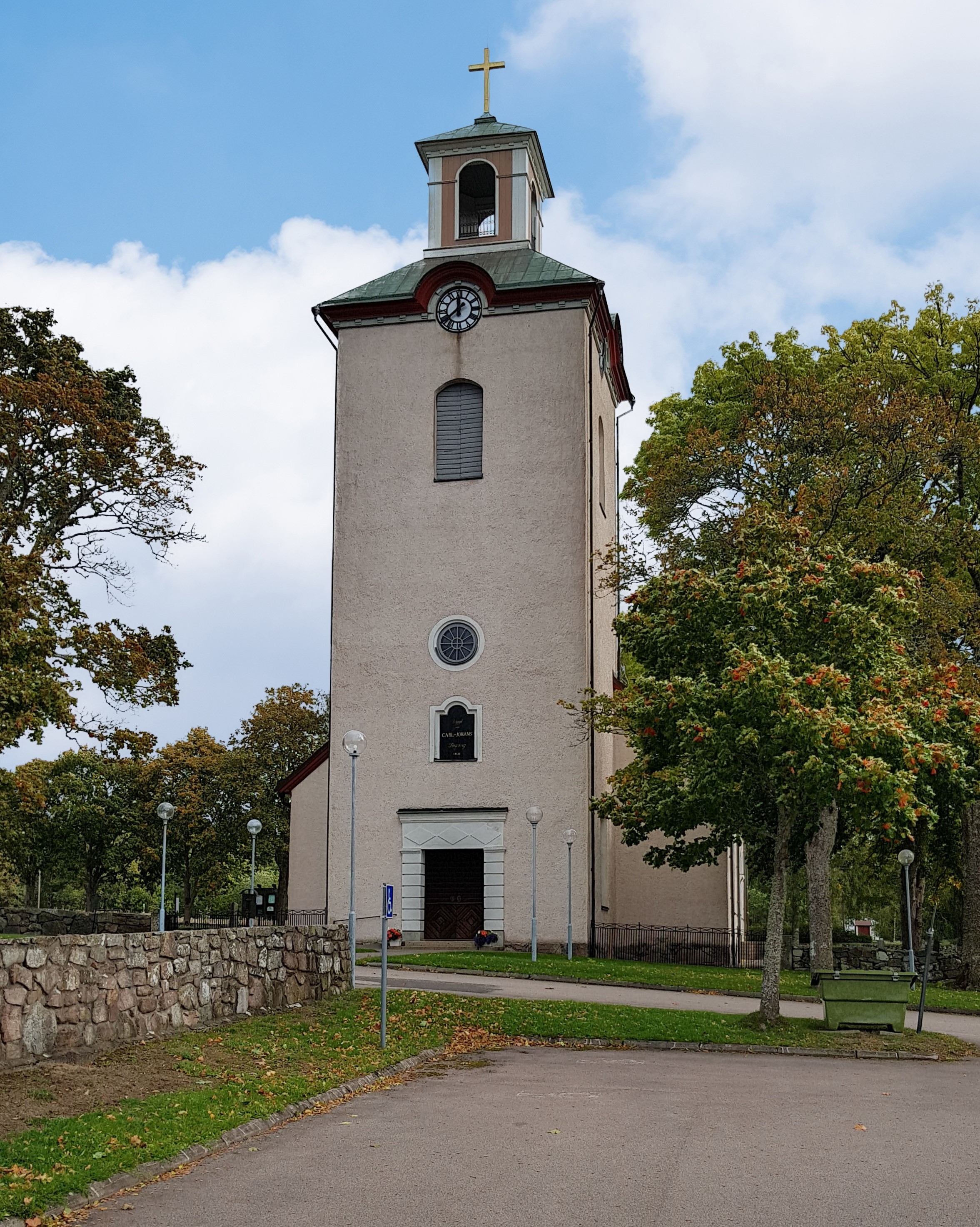
Tornbyggnaden
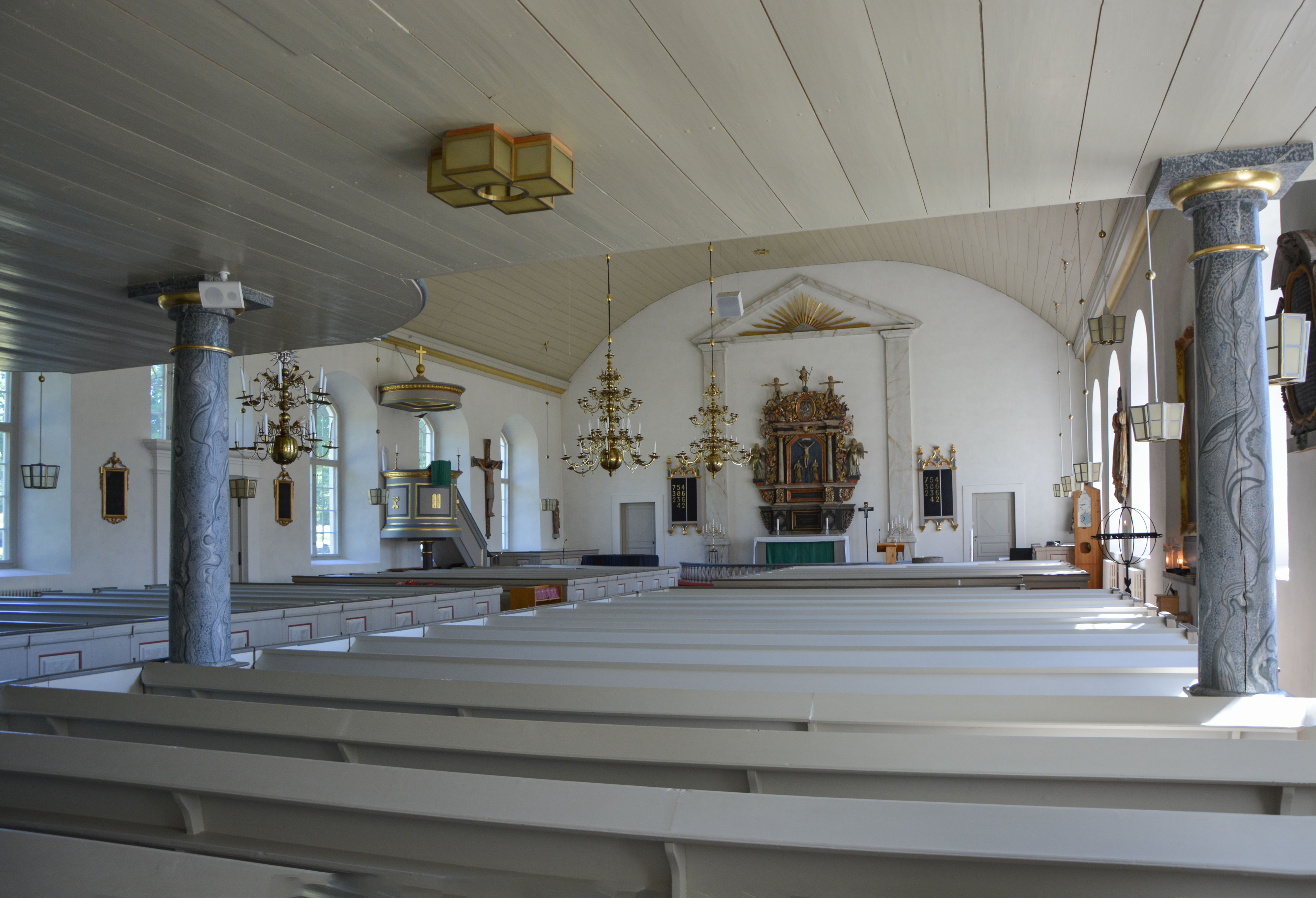
Interiör mot öster
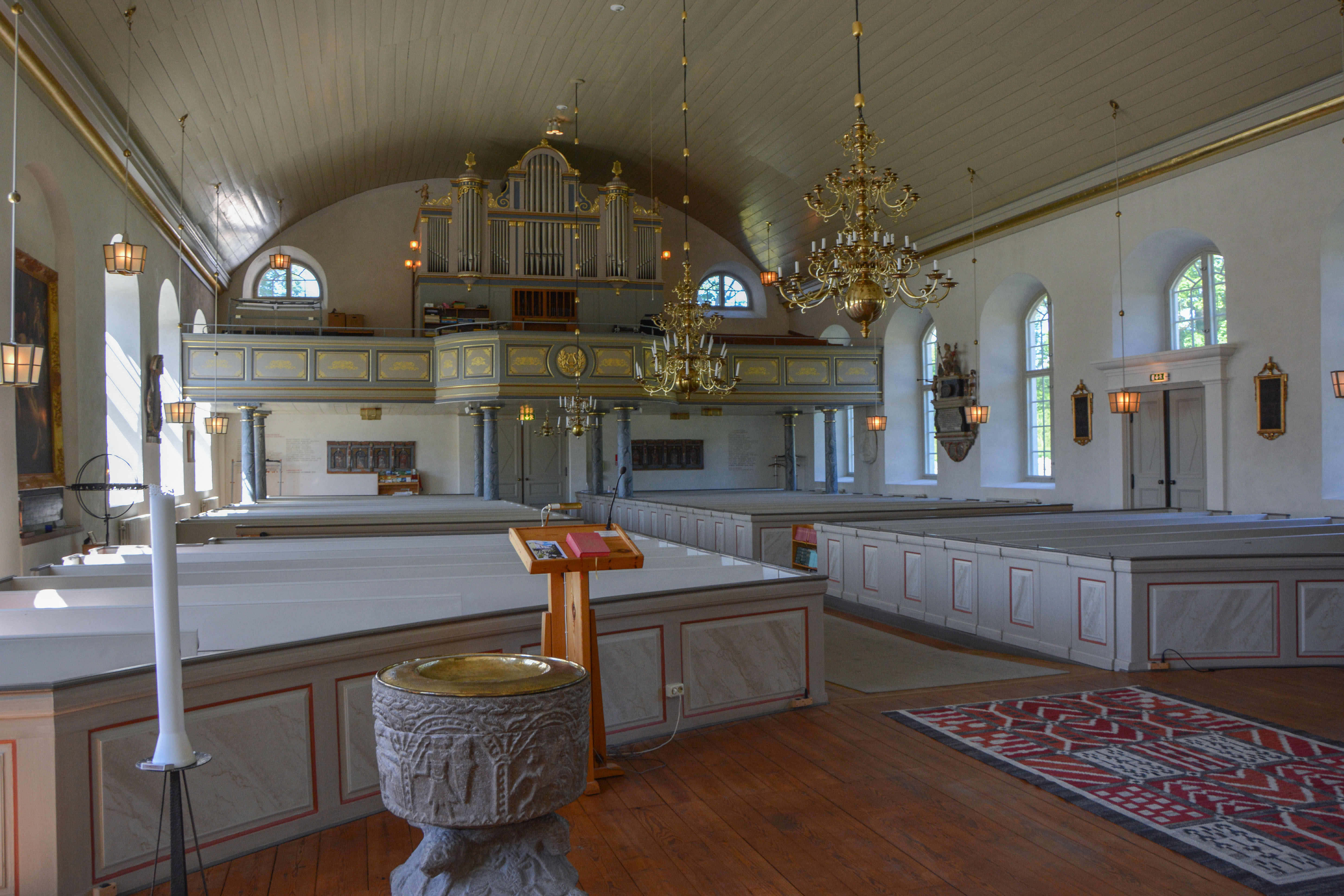
Kyrkorummet mot väster
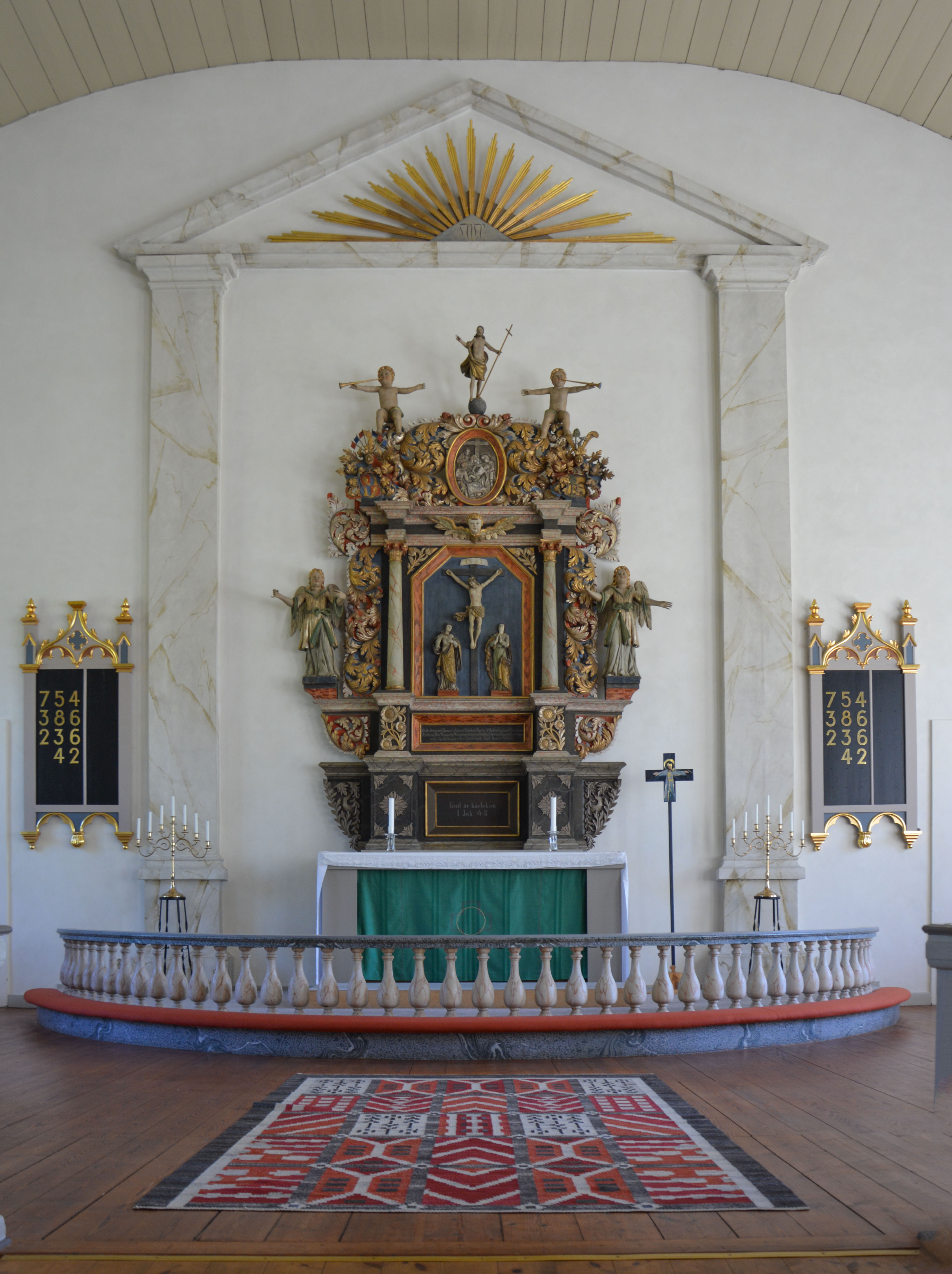
Koret
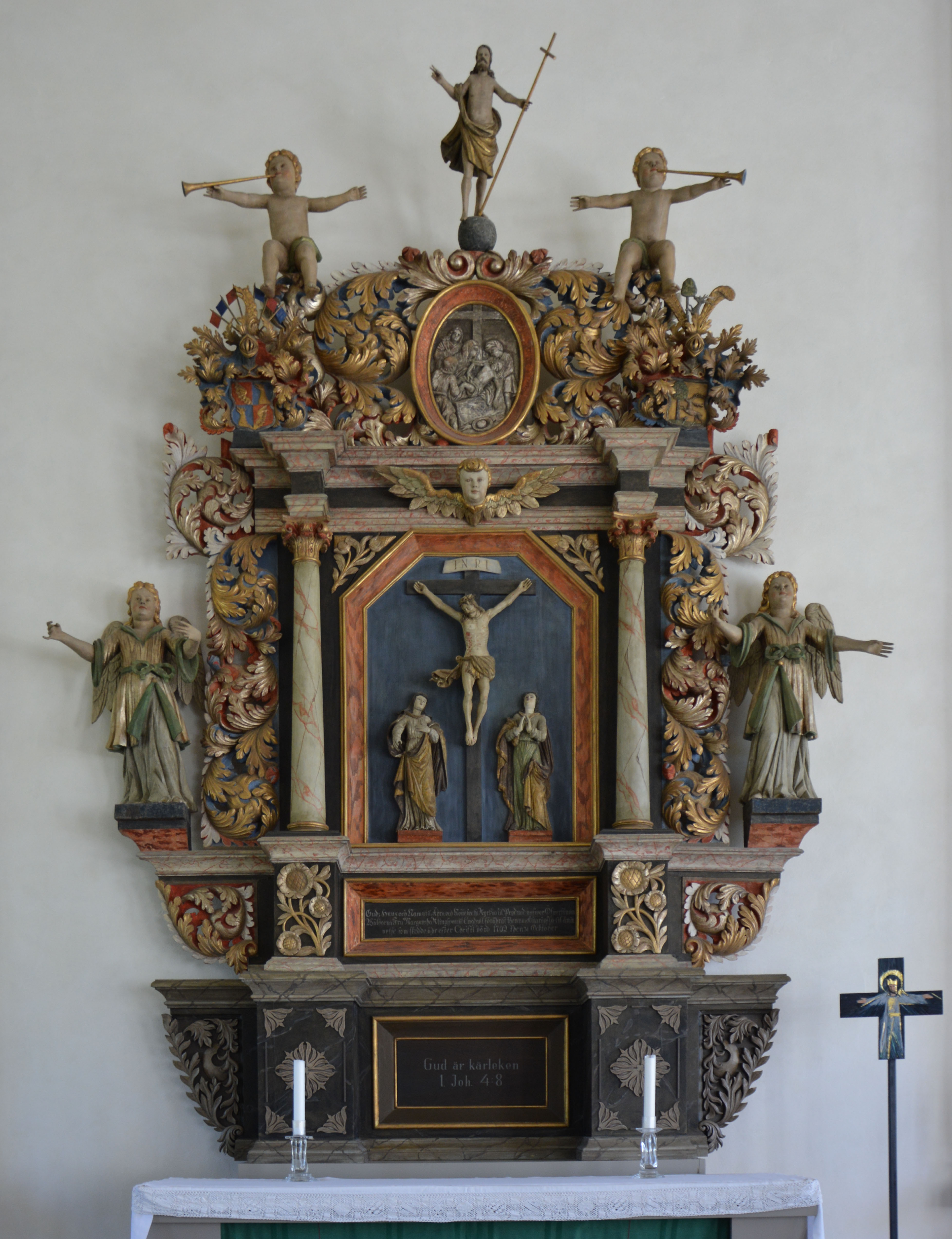
Torbern Rödings altaruppsats
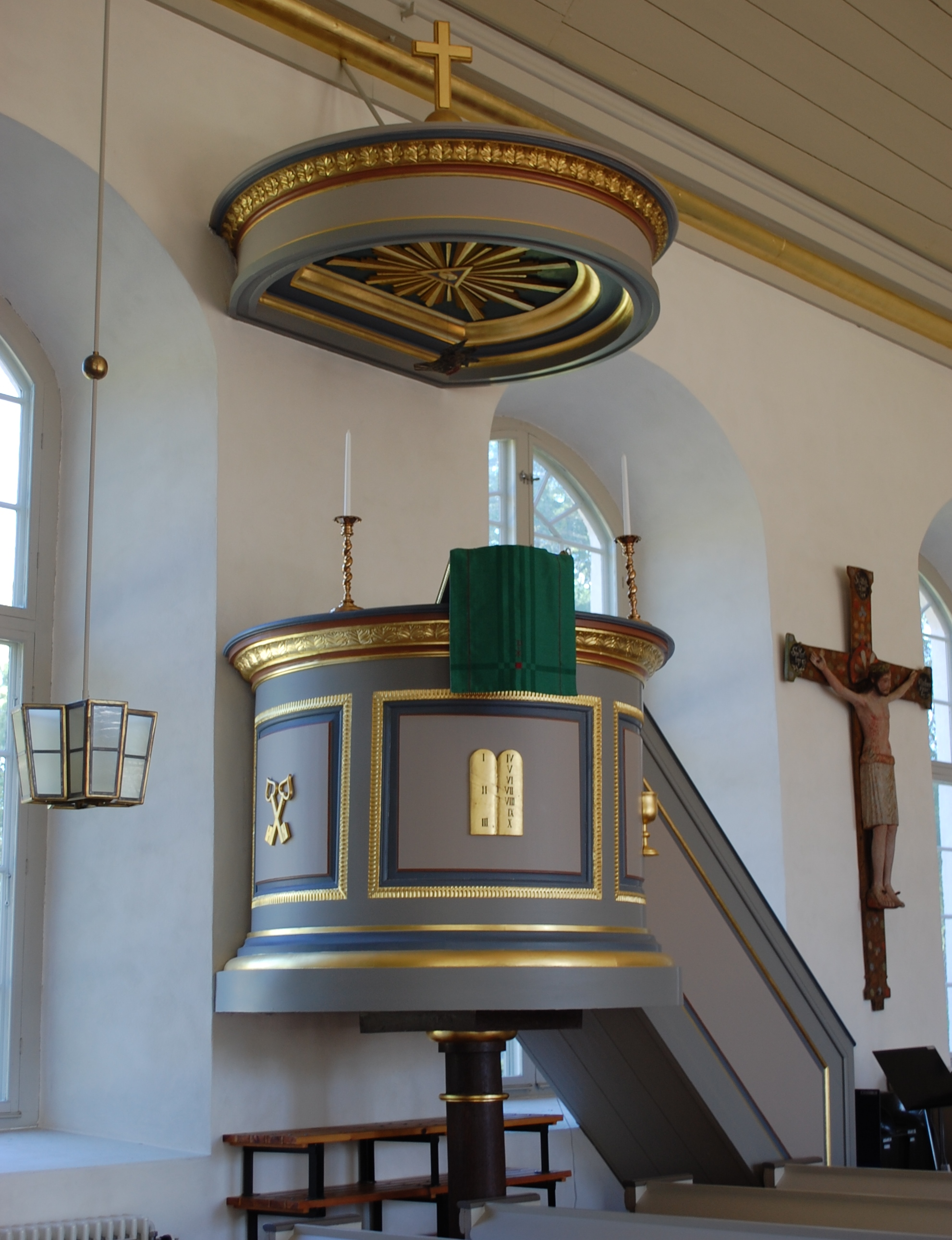
Predikstolen
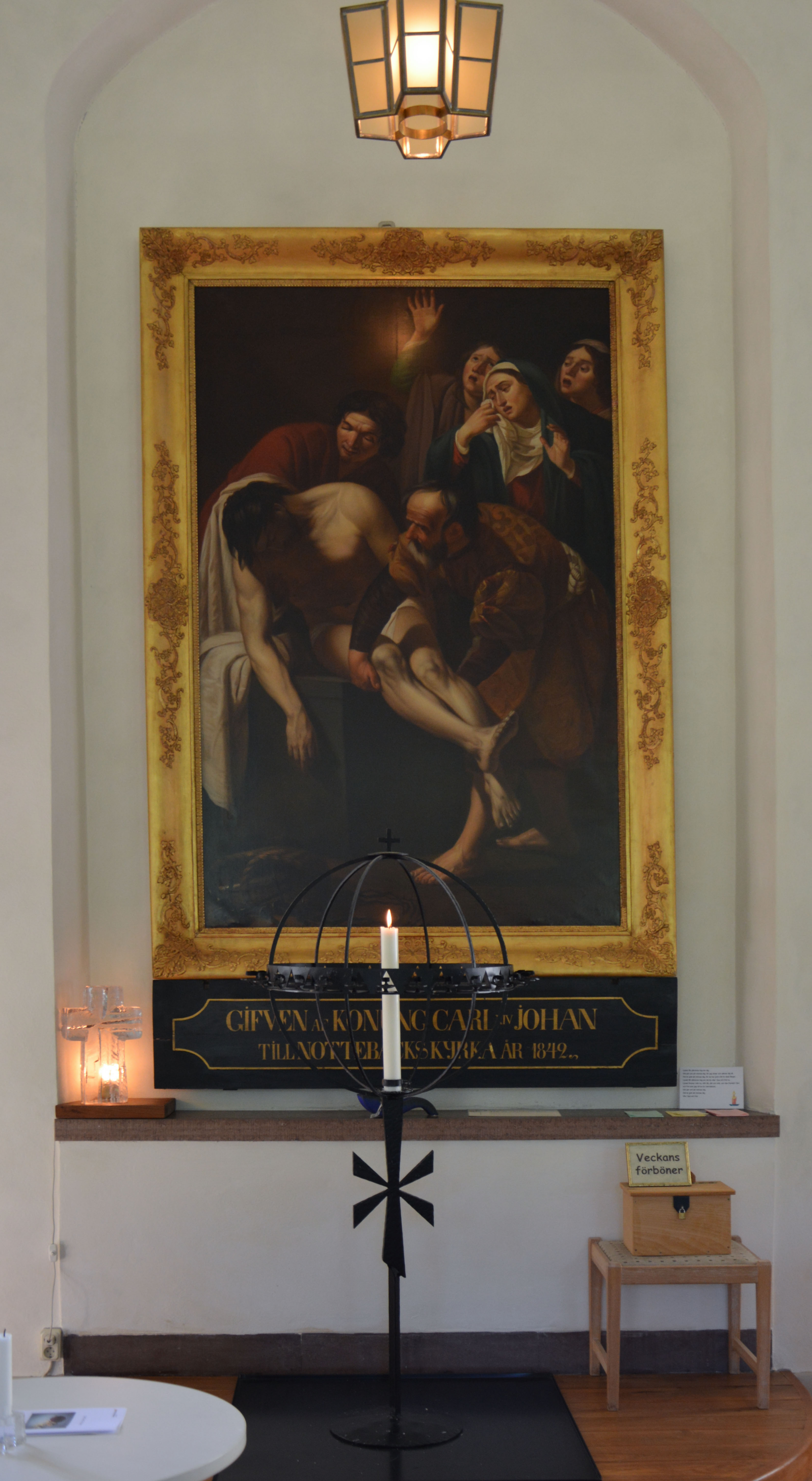
Kristi gravläggning. Gåva av Karl XIV Johan
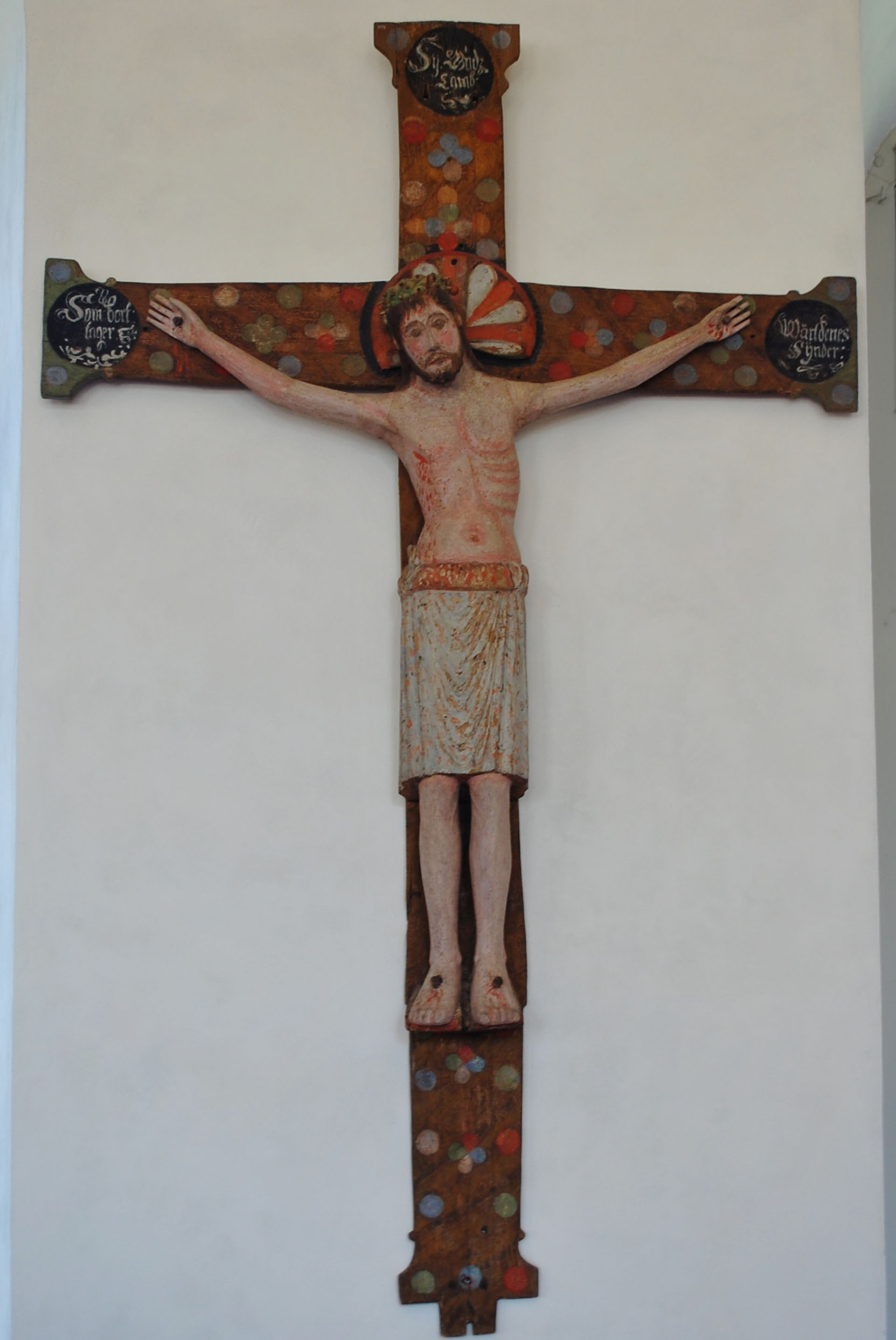
Medeltida triumfkrucifix
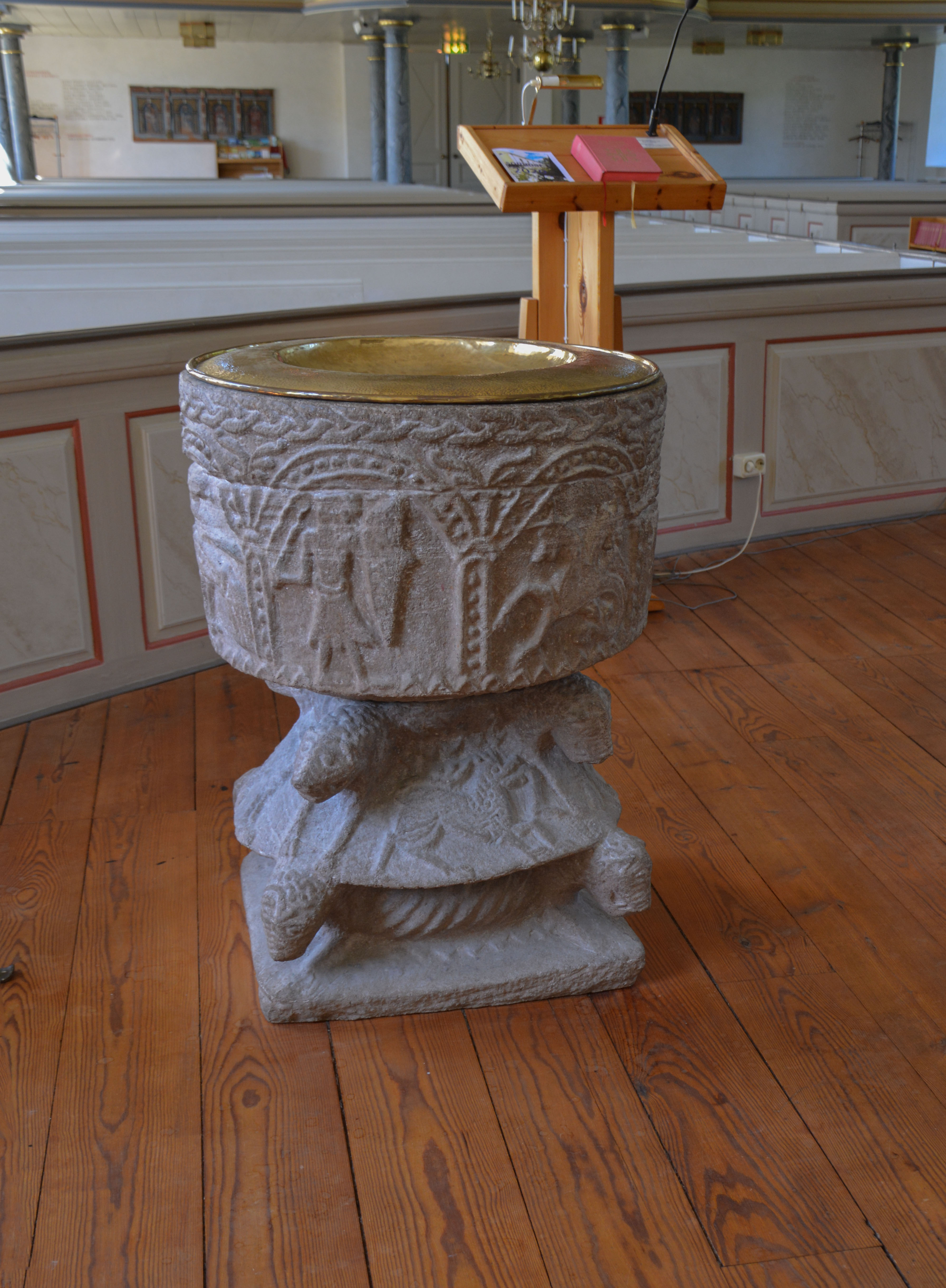
Dopfunt
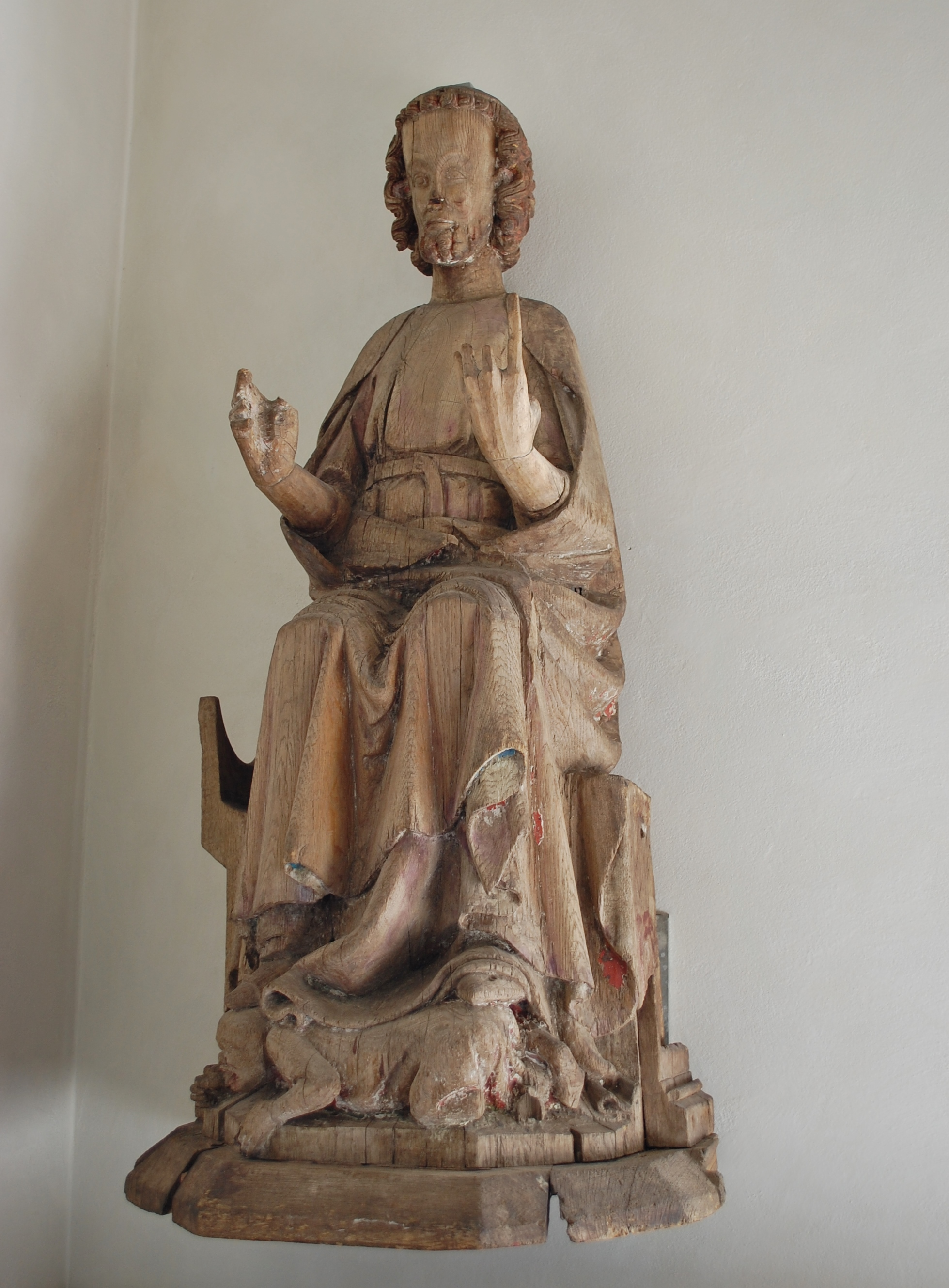
Sankt Olof.Skulptur från 1300-talet
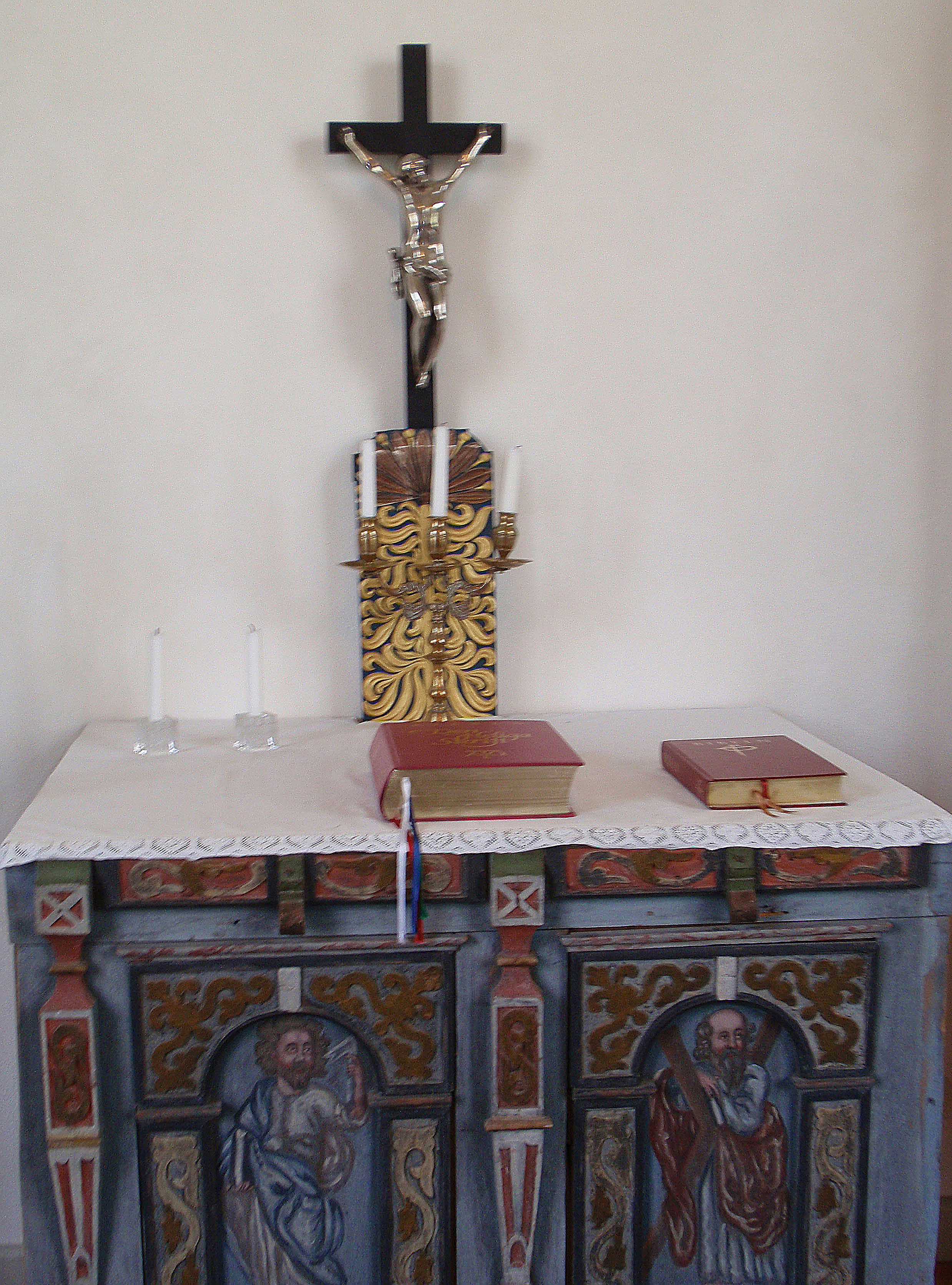
Altare i sakristian med apostlabilder från gamla kyrkan
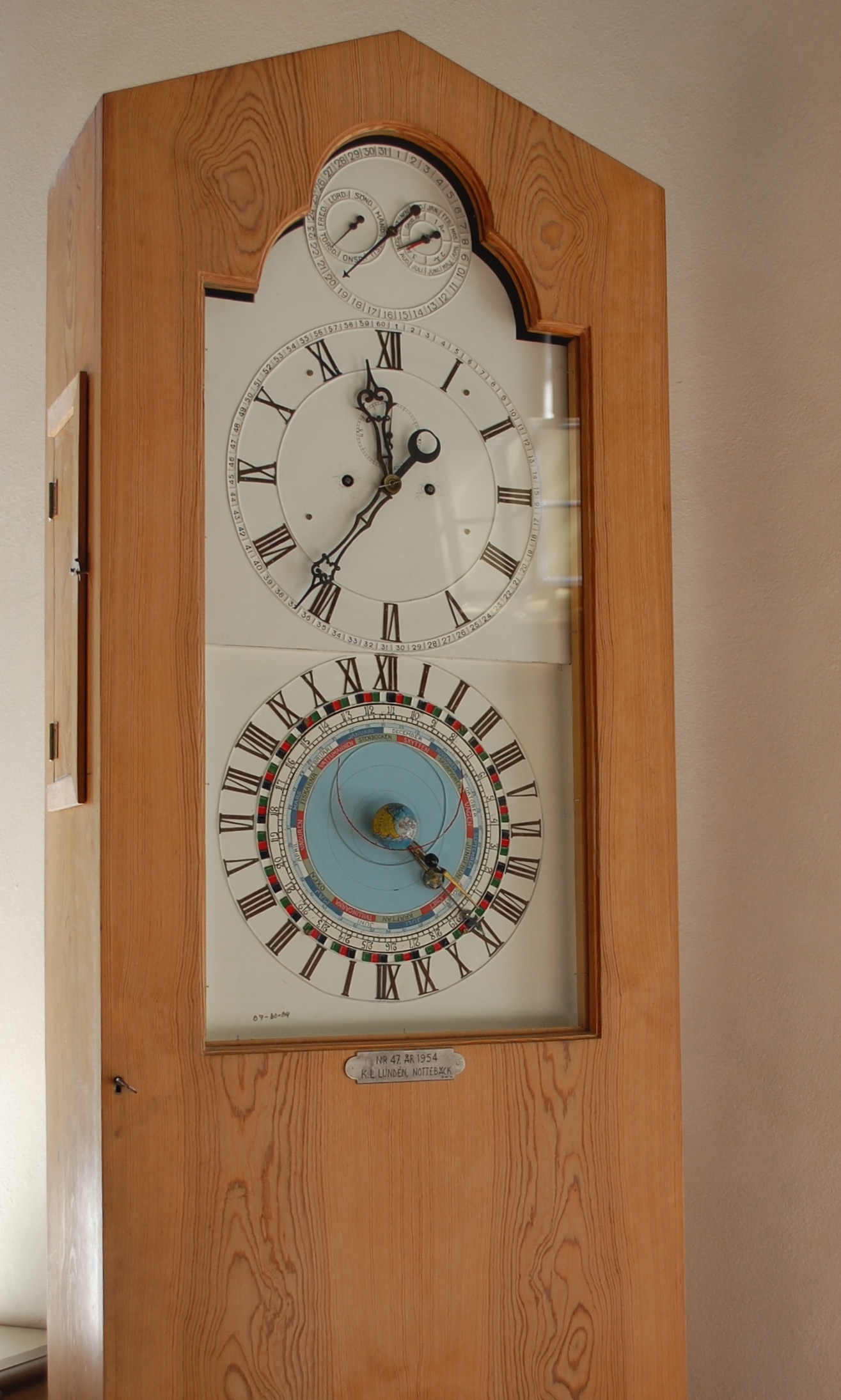
Astronomiskt ur
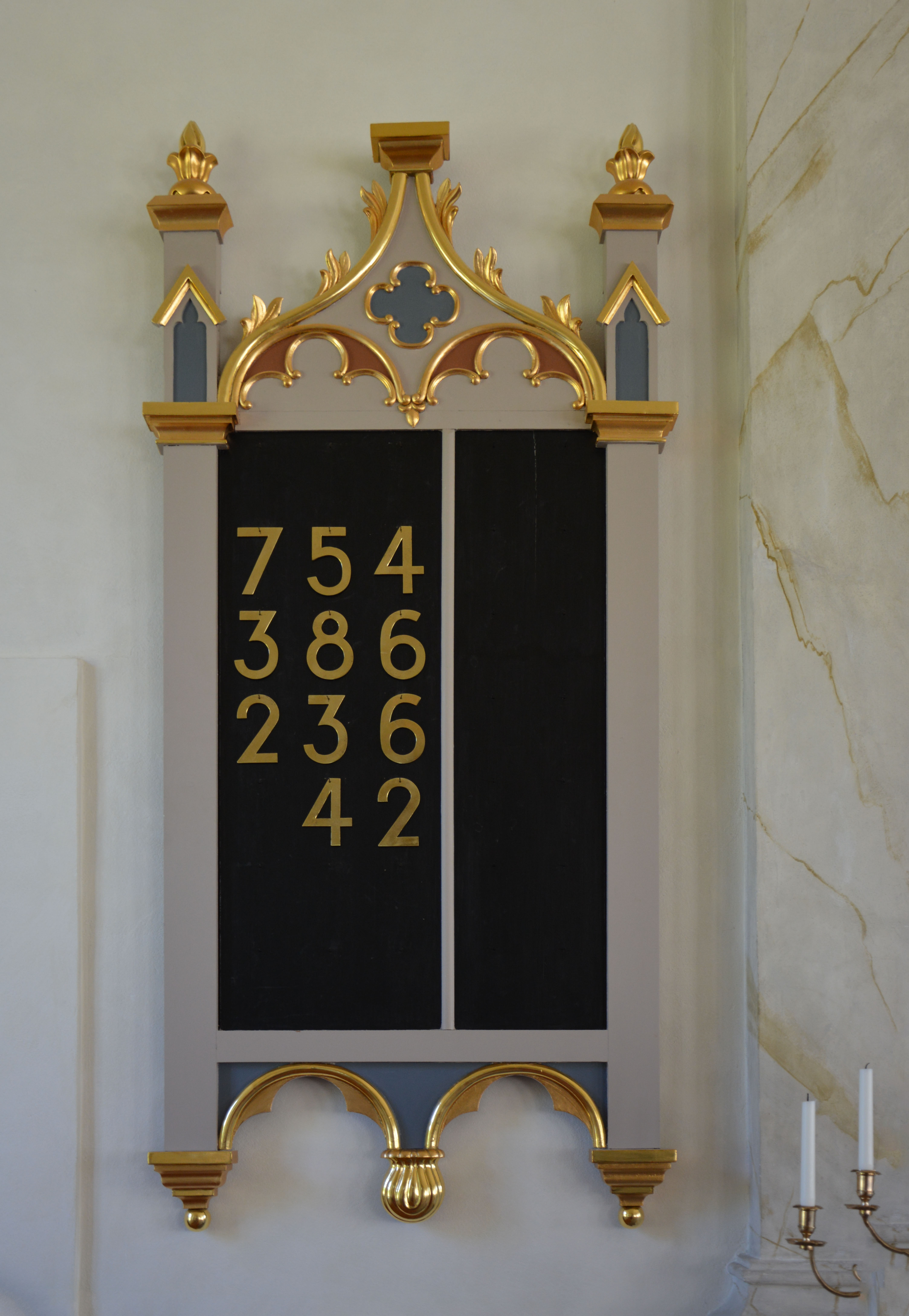
Psalmnummertavla

## Orgeln

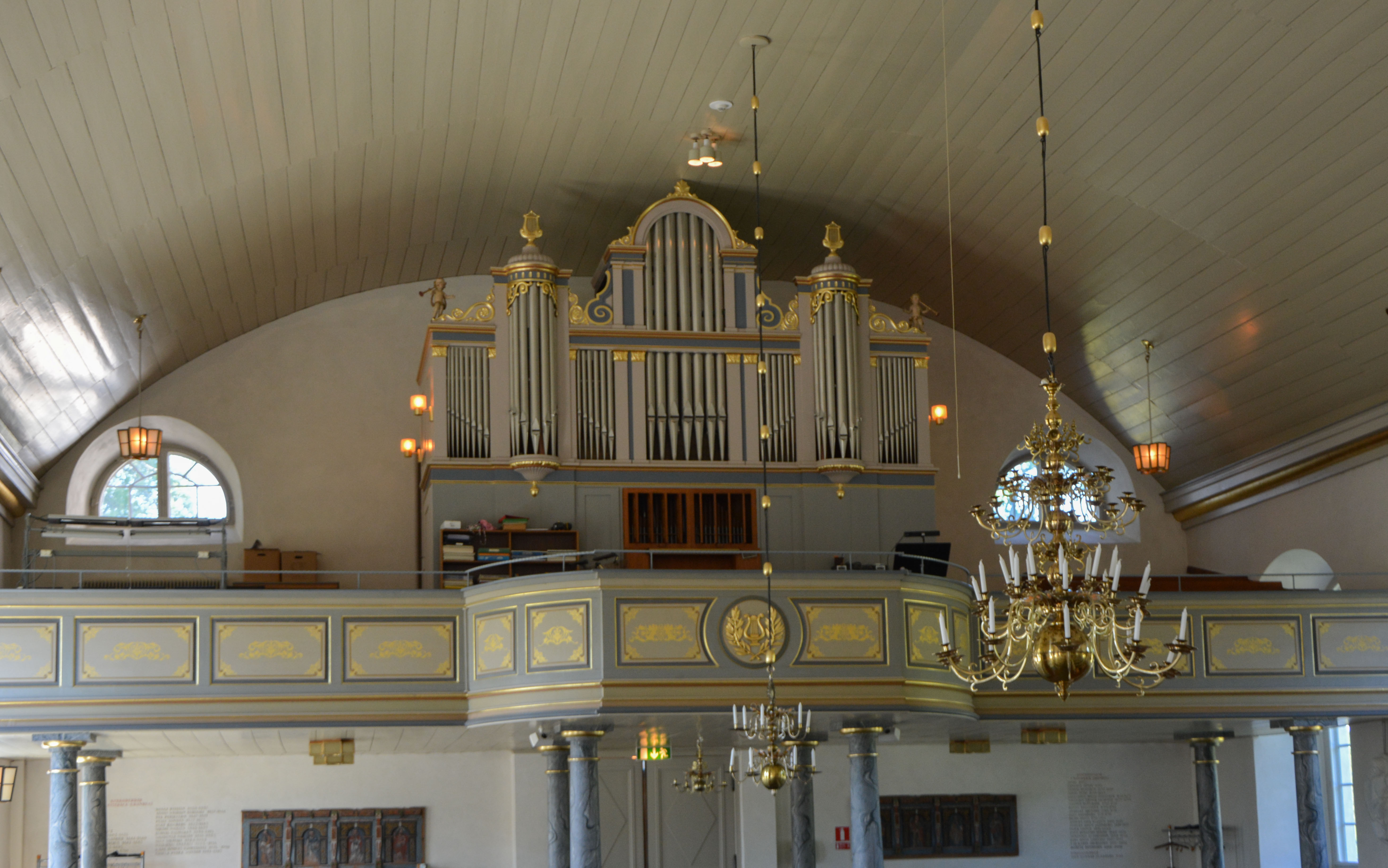
Orgeln med Hawermans fasad

- 1857 byggde Johan Nikolaus Söderling, Göteborg ett orgelverk med 14 stämmor. Fasaden utfördes 1857 efter ritningar av Ludwig Hawerman och har bevarats.
- 1888 renoverades och utökades orgelverket av Carl Elfström, Ljungby.
- 1913 byggdes en orgel av orgelbyggaren Eskil Lundén, Göteborg med 17 stämmor.
- 1963-1964 byggdes en ny helmekanisk orgel av Hammarbergs Orgelbyggeri AB med 23 stämmor och nya ljudande fasadpipor.

| Huvudverk I     | Svällverk II      | Pedal           | Koppel |
| Principal 8´    | Rörflöjt 8´       | Subbas 16´      | I/P    |
| Gedakt 8´       | Gedakt 4´         | Principal 8´    | II/P   |
| Oktava 4´       | Principal 2´      | Flöjt 4´        | II/I   |
| Koppelflöjt 4´  | Waldflöjt 2'      | Kvintadena 2'   |        |
| Oktava 2'       | Nasat 1 1/3'      | Rauschkvint III |        |
| Sesquialtera II | Scharf III        | Fagott 16'      |        |
| Mixtur IV-V     | Krumhorn 8'       | Trumpet 4'      |        |
| Dulcian 16'     | Tremulant         |                 |        |
| Trumpet 8'      | Crescendosvällare |                 |        |